# Entoloma pascuum
Entoloma pascuum är en svampart som först beskrevs av Christiaan Hendrik Persoon, och fick sitt nu gällande namn av Donk 1949. Entoloma pascuum ingår i släktet Entoloma och familjen Entolomataceae.   Inga underarter finns listade i Catalogue of Life.